# Ermita de Loreto (Llardecans)
L'Ermita de Loreto és una obra de Llardecans (Segrià) inclosa a l'Inventari del Patrimoni Arquitectònic de Catalunya.

## Descripció
Església d'una nau amb creuer i cúpula a l'encreuament, que es correspon a l'exterior amb un cimbori de rajola aragonesa. L'entrada, amb tres portes que abasten totalment la façana i donen accés a una mena d'atri, és insòlita al país.
A l'interior conserva el basament d'una imatge de planta octogonal i baix relleu a 6 cares, situat sota l'arc gòtic florit.